# بيتر اولسن
بيتر اولسن (بالنرويجية البوكمول: Petter Olsen)‏ هو رائد أعمال نرويجي، ولد في 7 فبراير 1948.